# Marius (cratère)

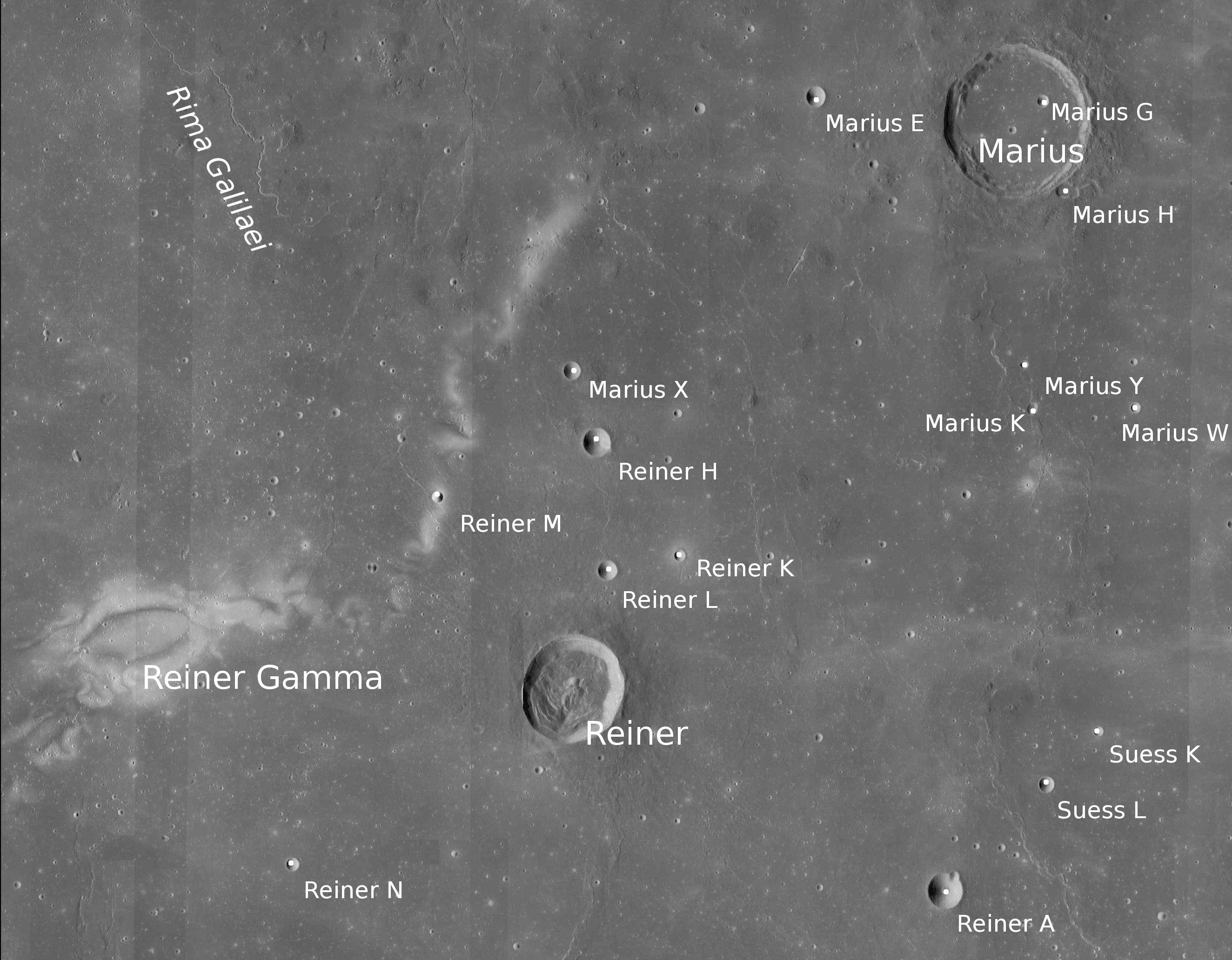
Le cratère Marius et ses cratères satellites, au nord-est du cratère Reiner et du Reiner Gamma.

Marius est un cratère lunaire situé sur la face visible de la Lune. Il se trouve sur la Oceanus Procellarum. À l'ouest du cratère Marius, s'étend des dizaines de dômes lunaires sur une étendue de plus d'une centaine de kilomètres de diamètre. Plus loin vers le sud-ouest se trouve le cratère Reiner et l'insolite formation lunaire Reiner Gamma à l'albédo lumineux.
Le cratère Marius a été inondé par de la lave basaltique et sa surface est relativement lisse et plate. Il n'y a pas de crête centrale, mais un petit craterlet, "Marius G" se situe dans la partie nord-est du cratère. Le bord du cratère est bas et généralement de forme circulaire. 
En 1935, l'Union astronomique internationale a donné le nom de l'astronome allemand Simon Marius à ce cratère lunaire.
Par convention, les cratères satellites sont identifiés sur les cartes lunaires en plaçant la lettre sur le côté du point central du cratère qui est le plus proche de Marius.
| Marius | Latitude | Longitude | Diamètre |
| ------ | -------- | --------- | -------- |
| A      | 12.6° N  | 46.0° W   | 15 km    |
| B      | 16.3° N  | 47.3° W   | 12 km    |
| C      | 14.0° N  | 47.6° W   | 11 km    |
| D      | 11.4° N  | 45.0° W   | 9 km     |
| E      | 12.1° N  | 52.7° W   | 6 km     |
| F      | 12.1° N  | 45.3° W   | 6 km     |
| G      | 12.1° N  | 50.6° W   | 3 km     |
| H      | 11.3° N  | 50.3° W   | 5 km     |
| J      | 10.5° N  | 46.9° W   | 3 km     |
| K      | 9.4° N   | 50.6° W   | 4 km     |
| L      | 15.9° N  | 55.7° W   | 8 km     |
| M      | 17.4° N  | 54.9° W   | 6 km     |
| N      | 18.7° N  | 54.7° W   | 4 km     |
| P      | 17.9° N  | 51.3° W   | 4 km     |
| Q      | 16.5° N  | 56.2° W   | 5 km     |
| R      | 13.6° N  | 50.3° W   | 5 km     |
| S      | 13.9° N  | 47.1° W   | 7 km     |
| U      | 9.6° N   | 47.6° W   | 3 km     |
| V      | 9.9° N   | 48.3° W   | 2 km     |
| W      | 9.4° N   | 49.7° W   | 3 km     |
| X      | 9.7° N   | 54.9° W   | 5 km     |
| Y      | 9.8° N   | 50.7° W   | 2 km     |